# Albaniens U16-herrlandslag i fotboll
Albaniens U16-herrlandslag i fotboll är det nationella fotbollslaget för personer i 16 års ålder och administreras av Federata Shqiptare e Futbollit.